# Henry Stallard
Henry Stallard   (Leeds, 28 d'abril de 1901 - Hartfield, 21 d'octubre de 1973) va ser un atleta anglès, especialista en curses de mitjana distància, que va competir durant la dècada de 1920.
Stallard estudià a la Sherborne School (1914-1919), una escola independent per a nens de Sherborne, Dorset, abans d'anar al Gonville and Caius College de la Universitat de Cambridge, on va estudiar medicina. A Caius va ser un contemporani de Harold Abraham, alhora que membre de l'equip d'atletisme de la universitat el 1920, 1921 i 1922. Va formar part de l'equip Oxbridge que va establir un rècord mundial en el relleu de 4×880 iardes el 1922. El 1924 va prendre part en els Jocs Olímpics de París, on guanyà la medalla de bronze en la prova dels 1.500 metres del programa d'atletisme. Una fractura per esforç d'un os del peu reduïren les seves oportunitats de victòria. En els 800 metres fou quart. Daniel Gerroll interpretà el seu paper en la pel·lícula guanyadora de l'Oscar de 1981 Carros de foc.
Stallard és l'únic atleta en haver guanyat els campionats de l'Amateur Athletic Association d'Anglaterra de 440 iardes (1925), 880 iardes (1924) i una milla (1923). Stallard destacà com a doctor. Fou cirurgià oftalmològic al St Bartholomew's Hospital i al Moorfields Eye Hospital, on fou un dels pioners en el tractament de tumors oculars amb radioteràpia, especialment entre els nens. El 1972 fou escollit president de l'Ophthalmological Society.

## Millors marques
- 400 metres llisos. 50.0" (1925)
- 800 metres llisos. 1' 53.0" (1924)
- 1.500 metres llisos. 3' 55.6" (1924)[2][3]